# Evaristo Ciganda
Evaristo Guzmán Ciganda (Soriano, 26 de octubre de 1868 - 1910) fue un  político, diplomático, periodista y profesor uruguayo. Fue diputado por el partido Nacional, entre 1894 y 1897.

## Biografía
Hijo de padre español y madre uruguaya, pasó su adolescencia y terminó el bachillerato en el departamento de San José.
Estudió en la Facultad de Derecho (Universidad de la República) y su tesis final se basó en la situación de crisis del Río de la Plata. Se graduó de abogado en 1891. Fue docente de Derecho Civil en la Facultad de Derecho y profesor de Historia Nacional y Americana en Enseñanza Secundaria.
A los 25 años fue elegido diputado del departamento de San José, por el partido Nacional. Ocupó el cargo entre 1894 y 1897. Junto con Alberto Palomeque fue autor de un proyecto de ley, aprobado el 28 de mayo de 1896, que permitía la jubilación del personal docente de la Dirección General de Instrucción Pública.
Por discrepar sobre las acciones revolucionarias de Aparicio Saravia, se distanció de la mayoría del partido Nacional.
Fue nombrado Cónsul General de la República en París, ciudad en la que falleció en 1910, a los 42 años y en ejercicio de su cargo.